# 德龙
德龙（法語：Drom），是法国东部安省的一个市镇。面积 7.78平方公里，人口160，人口密度20.57人／平方公里（1999年）。

## 人口
德龙人口变化图示
| 数据来源：INSEE |